# Marc Houle

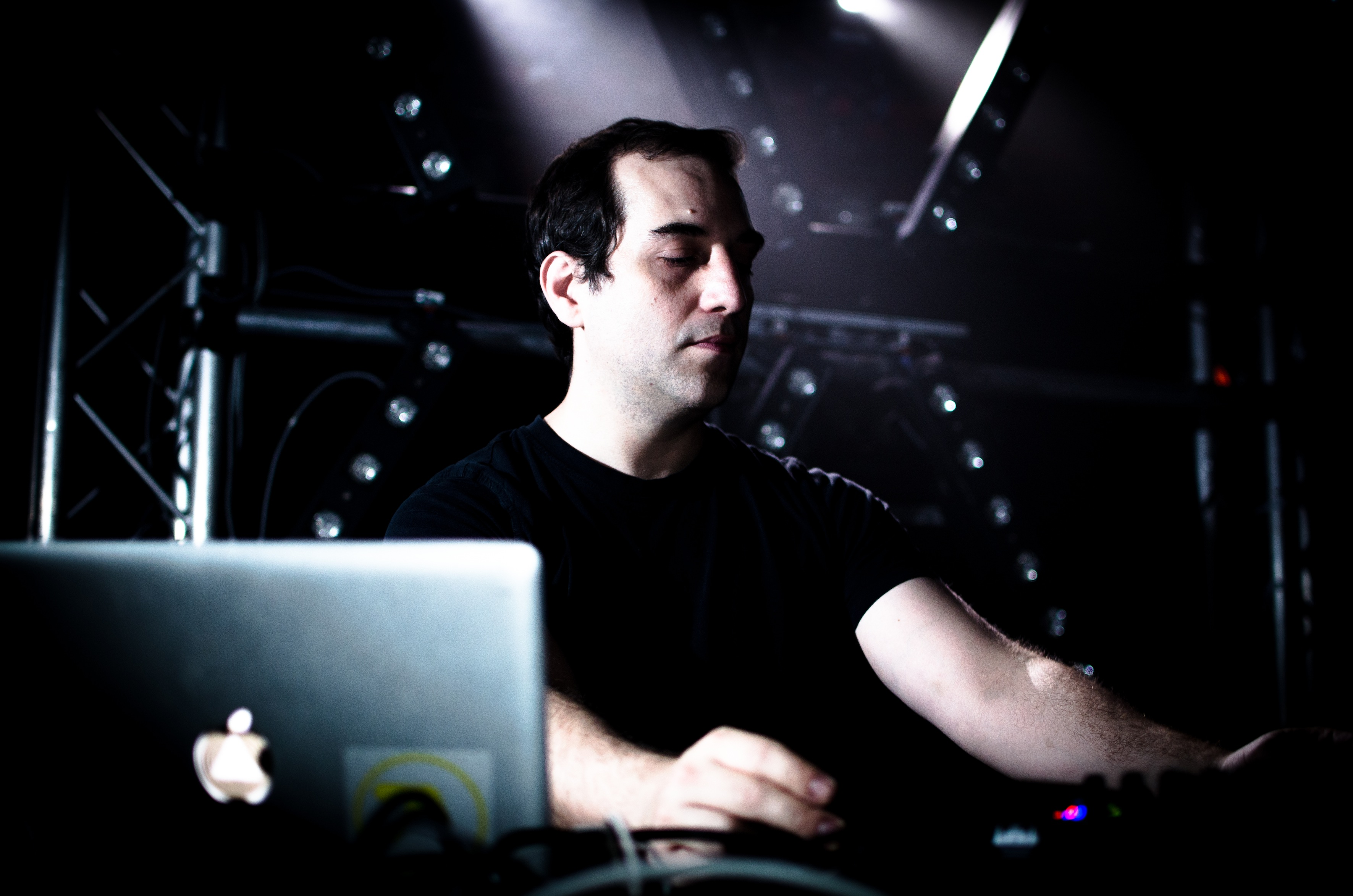
Marc Houle (2012)

Marc Houle (* 1972 in Windsor, Ontario) ist ein kanadischer Live-Act und Produzent der elektronischen Musik. Er gilt als Live-Act und nicht als DJ, da er Elemente seiner eigenen Produktionen für seine Sets verwendet, sowie von ihm produzierte Remixe. Bekannt wurde Houle durch sein Album „Bay of Figs“, erschienen auf Minus Records. Dort zählte er zum stilprägenden Kern der Minus-Künstler, bevor er mit seinen Freunden (und ebenfalls Minus-Künstlern) Magda und Troy Pierce sein eigenes Plattenlabel „Items & Things“ gründete.
Houle wurde größtenteils von der Technoszene in Detroit und der Chicagoer Houseszene beeinflusst, sowie New Wave und der ersten Generation von Videospielen, die die Verbreitung von elektronischen Sounds unterstützten. Er selbst beschreibt seine Musik als eine Kreuzung aus den Musikstilen der Städte Chicago und Detroit. Aber auch andere Künstler wie Prince, Depeche Mode, Black Sabbath und Iron Maiden zählt er zu den prägenden Einflüssen. Man könnte seinen Sound als eine Mischung aus seinen Detroit- und Chicago-Einflüssen mit einem guten Maß an New Wave Synthie Sounds bezeichnen. Angetrieben von der Suche nach futuristischen Klängen und der gleichzeitigen Liebe zu Synthiemusik der 1980er Jahre und Videospielen, stehen Marc Houles Produktionen für einen unverwechselbaren Stil in der elektronischen Musiklandschaft.

## Biografie
Houle wurde in Windsor, Ontario, Kanada geboren und wuchs dort in einer musikalischen Familie auf. Er begann früh damit, sich an Instrumenten wie Klavier oder Gitarre zu üben und bekam sein erstes Schlagzeug, als er vier Jahre alt war. Mit vierzehn begann er, an seinem ersten Casio-Keyboard den Synthesizer zu erforschen und nahm die Ergebnisse schließlich auf. Zehn Jahre lang spielte Houle in einer örtlichen Rockband, mit kleineren Gigs in ganz Ontario. 1991 kaufte er sich seinen ersten Roland JX-3P Synthesizer.
Angezogen vom neuen Klang der elektronischen Musik, fuhr Houle, so oft es möglich war, ins nahe Detroit, um dort die legendären Warehouse Partys mitzuerleben. Dort spielten ausgewählte DJs einen Mix aus Chicago House und Detroit Techno. 1997 veranstalteten Marc Houle und sein Freund Scott Soulliere die Computerspielenacht „Atari Adventures“ in Richie Hawtins Club „13 Below“ in Windsor. Dort traf er auch Magda, ebenfalls Stamm-DJ im 13 Below. Die beiden wurden Freunde und gingen auf die gleichen Partys in Windsor und Detroit. Zu dieser Zeit begann Magda als Opening Act mit Richie Hawtin zu touren, wo sie abgespeckte Versionen von Houles Tracks spielte. Kurz darauf lud Hawtin ihn ein, auf seinem Minus Label zu veröffentlichen. Während sie zusammen wohnten, half Magda Houle dabei, Houles Produktionen „club-freundlicher“ zu gestalten, wobei er für sich trotzdem immer auch eine separate Synthie-Version in der Rückhand behielt.
Obwohl Houles erste EP erst 2004 veröffentlicht wurde, produzierte er bis dahin, in seiner Heimat Windsor, schon kontinuierlich Musik. Er begann Synthesizer und neues Equipment zu sammeln, die er in Detroits Pfandleihhäusern ergatterte. Houle fand Gefallen daran, Musik zu produzieren, die nach einer Mischung aus Elektro- und Technoklang, ausgelöst durch seine große Leidenschaft für New Wave Synthlines. Zu dieser Zeit produzierte Houle auch Videospielmusik. Sein Künstlername dafür, „Run Stop Restore“, wurde von einer Tastenkombination des Commodore 64 inspiriert.

## Karriere

### Anfänge
Houle begann seine Karriere als Graphikdesigner. 1992 schmiss er sein Studium, um sich um seine eigene Firma „Outputs“, eines der ersten Webdesign-Unternehmen seiner Zeit, zu kümmern. Mit seiner zweiten Firma „Redchalk“ arbeitete er für die Automobilindustrie rund um Detroit. Sein Angebot umfasste Grafisches, Animationen und sogar Musikproduktionen. Bis heute produziert er eigene Videos und fotografiert viel. Auch seine beiden Brüder arbeiten bis heute als Graphikdesigner. Dave Houle war für viele Jahre als Designer bei Minus tätig.
Während seiner Zeit als Resident in Richie Hawtins Club „13 Below“ in Windsor, Ontario, legte Houle, im Sinne eines Radio-DJs, Elektro- und New-Wave-Musik auf; erwähnte in einem Interview allerdings einmal, dass er kein „DJ“ sei und sich auch nicht vorstellen könne, als solcher zu arbeiten. Auch Magda war zu dieser Zeit Resident im 13 Below. Sie und Houle wurden enge Freunde, und Magda begann sich für Houles Musik zu interessieren. Schließlich spielte sie seine Produktionen in ihren Sets, worauf sich Richie Hawtin über den Urheber dieser Tracks informierte. Denn zu dieser Zeit begann Hawtin an seinem zweiten Label zu arbeiten: Minus. Schon kurz danach wurden Houles Tracks bei Minus veröffentlicht und er wurde Teil der Künstler, die den Labelsound so unverwechselbar machen und maßgeblich prägten.

### Minus
Nachdem Houles erste Platte „Restore“ im Jahre 2004 auf Minus erschienen war, begann er als Live Act zu touren. Einer seiner ersten Auftritte fand in Detroit statt, gefolgt von einer Performance im Club „Happy Ending“ in New York City, zusammen mit Mike Servito, am 28. August 2004.
Im April und Mai 2006 nahm Houle an der 50 Gigs umfassenden „min2MAX Tour“ teil, um die Minus „min2MAX Compilation of Minimal Techno“ zu feiern, auf der auch Houles Track „Simpler“ erschienen war. Er spielte auf sechs Shows der 25 Europatermine, eine davon als Headliner in Belgrad, Serbien. Die zweite Hälfte der Tour ging mit einem Bus quer durch Nordamerika, in insgesamt 11 Städte der USA und Kanada. In den US-amerikanischen Städten spielte Houle bei allen Terminen mit Magda, Troy Pierce und Richie Hawtin. Zwei Jahre später, 2008, entschied sich Houle zum Umzug nach Berlin, um weiter an seiner Musik zu arbeiten und als Live Act zu touren. Zum zehnjährigen Jubiläum von Minus nahm er an der CONTAKT Tour teil. Mit ihm waren insgesamt sechs Minus Künstler auf Tour: Richie Hawtin, Magda, Troy Pierce, Marc Houle, Heartthrob und Gaiser. Die Tour galt als visionär, da hier das erste Mal DJs und Live Acts gleichzeitig spielten, verbunden durch ein Master-Mischpult und an eine spektakuläre Visuals- und Lichtshow gekoppelt.
Während seiner Zeit bei Minus war Houle einer der maßgeblichen Designer des Monome (Midi-Controller) LIVID CNTRL:R, welcher gemeinsam mit Minus Künstlern und der Firma Livid Instruments entwickelt wurde. Der Minus CNTRL:R, der auf den Markt kam als Houle das Label schon verlassen hatte, war eine Abwandlung des Originaldesigns von Houle.

### Items & Things
Items & Things begann 2006 als Sublabel von Minus, mit nur einer Veröffentlichung pro Jahr, bis ins Jahr 2009. Im Sommer 2011 entschieden Houle, Magda und Troy Pierce sich im Guten von Minus zu trennen, um mit Items & Things ihre eigenen musikalischen Vorstellungen zu verwirklichen. Der Sound des Labels charakterisiert sich durch Produktionen zwischen Disco und Techno. Neben regelmäßigen Veröffentlichungen der Labelbetreiber unterstützen diese auch Newcomer. Mit seinem stetigen musikalischen Schaffen und einer Vielzahl an unveröffentlichten Tracks auf seinem Computer kann Marc Houle durch das Label nun mehr von seiner Musik herausbringen. 2012 veröffentlichte Houle sein neuestes Album „Undercover“, welches gleichzeitig die erste Albumveröffentlichung des Labels darstellte.
Zum Album erschien auch eine Remix EP mit dem Bonustrack „Triple E“ und zur ersten Label Compilation „Variables“ (Vinyl Box Set) steuerte er den Track „Villains on the Dance Floor“ bei. Als eigenständiges Label betreibt Items & Things auch eine eigene Booking-Agentur sowie die Label-Eventreihe „Down & Out“. Jene Partys zeichnen sich durch eine dem Underground verschriebene, leicht düstere Stimmung aus und setzen auf schlichte Lichteffekte und ausgefallene Dekorationen, um die hauseigenen Künstler zu promoten. Ab April 2013 werden nicht nur die Labelbegründer Houle, Magda und Troy Pierce zum Künstlerkollektiv der Booking-Agentur gehören, sondern auch die Künstler Nyma, Madato, Click Box, Bruno Pronsato und Danny Benedettini.

## Marc Houle Remiix App
Zusätzlich zu seinem Album „Undercover “ (2012) veröffentlichte Houle eine Remiix App, die von dem Technologie- und Online-Unternehmen Liine entwickelt wurde. Liine, mit Sitz im Minus Hauptquartier in Berlin, hatte zuvor schon Remiix Apps für Künstler wie Dubfire, Joris Voorn, Plastikman und Oliver Huntemann entwickelt. Houle arbeitete mit den Entwicklern bei Liine zusammen, indem er schon Tracks für die Minus Remiix App beisteuerte, sowie später für seine eigenen App. Die Marc Houle Remiix App ermöglicht dem Nutzer, Loops oder Teile von Houles Tracks neu anzuordnen und sie mit Effekten wie zum Beispiel reverb (Hall) oder delay (Zeitverzug) zu belegen. Die fertigen „Remixe“ lassen sich dann in ein soziales Netzwerk der Wahl exportieren. Die App enthält sowohl alte als auch neue Marc Houle Produktionen, darunter „Bay of Figs“, „Edamame“, „On It“, „Porch“, „Triple E“, „Mooder“, und „Undercover“. Die Marc Houle Remiix App kann im iTunes Store erworben werden. Im April 2013 wird es ein Update geben, im neuen Look mit 28 zusätzlichen Basslines und 32 neuen Schlagzeug-Loops.

## Produktion
Mit großer Leidenschaft für analoge Synthesizer im Produktionsbereich erwähnte Houle einmal diese Top-5-Favoriten für seine Produktionen: Roland Juno-60 für Basslines und Pads, Korg Mono/Poly für Leads (frei übersetzt: „leitende Melodien“) und den Arp 2600 und den SH-101 für Synthie-Flächen, ebenso wie den DX 7. Bei seinen eigenen Produktionen tendiere er zu möglichst wenig mittleren Tonfrequenzen und begründet es damit, dass seine musikalischen Einflüsse ebenfalls dazu tendierten.

## Andere Projekte
Marc Houle war neben seiner Solokarriere auch in einigen anderen Projekten involviert. Eines davon, „2VM“, war eine kurze Zusammenarbeit mit der Künstlerin Veronica Vasicka. Zusammen produzierten sie die EP „Placita“ (7″). Houle’s anderes Projekt, „Raid Over Moscow“, ist eigentlich mehr eine Band, mit musikalischen Einflüssen aus den späten 1970er Jahren / frühen 1980er Jahren, deren EP „Rush To The Capsule“ auf Turbo Recordings erschienen ist.

## Diskografie

### Alben
- 2012: Undercover IT012
- 2010: Drift MINUS98
- 2008: Sixty-Four MINUS64 (2x12")
- 2006: Bay of Figs MINUS42
- 2004: Restore MINUS23

### EPs
- 2014: Fusion Pop EP IT029
- 2013: Razzamatazz EP IT025
- 2013: Where is Kittin? EP IT022
- 2012: Zorba EP WYS!015
- 2012: Undercover Single IT011
- 2009: Salamandarin MINUS88
- 2009: Licking Skin MINUS78
- 2007: Techno Vocals MINUS50

### Remixes
- 2013: Isolation Vosper MEANT017
- 2013: Dream City Tunnel Signs HAKT006
- 2013: Caminho De Dreyfus Red Axes feat. Abrão Correspondent16
- 2013: Kybernetik Nyma IT020
- 2012: Brickwall Alexis Raphael (Jackathon) HPJJ002
- 2012: Computrfnk Vector Lovers Soma355D
- 2012: Erma Remain & Electric Rescue IDEAL22
- 2012: Very Bad Marc Houle IT015
- 2011: All I can Think About App WYS008
- 2011: Michael Jackson Phil Kieran & Green Velvet PKRD009
- 2011: Headcase Plastikman MINUS100
- 2011: The Night Terence Fixmer TURBO105
- 2009: The Butcher Battant, Butcher, Bruise KTDJ016
- 2008: Subtil Midimiliz SONICULTURE009
- 2008: Am Alloy Mental SKINT145D
- 2008: Modern Walk Gesaffelstein GL31
- 2007: Nimrod Matt Tolfrey LEFTCD001
- 2007: Ardorant Tractile MINUSPROMO
- 2006: Asteroid Compound Louderbach UND/009
- 2006: 150 Reasons To Bite You Jorge Savoretti ESPERANZA003
- 2006: Turbo Dreams Ellen Allien & Apparat BPC124
- 2006: 25 Bitches Troy Pierce MINUS39
- 2005: Strawberry Dream Imiafan 4MG1201
- 2005: Kill The Pain Slam feat. Dot Allison SOMA180
- 2005: Sequential Circus Actual Jakshun MINUS27

### Tracks für Compilations
- 2012: Villain Of The Dance Floor Variables Compilation IT016
- 2011: Slowpe Down & Out Vol. 1 IT07
- 2009: Helen In The Keller Helen In The Keller EP MINUS80
- 2007: Porch Expansion | Contraction MINUS58
- 2007: A-Sides For Life Kontakt [3] | Min2MAX Tour MINUS:K3
- 2007: Extreme Spies & Lies IT02
- 2006: Turtle Feet Kontakt [2] | RTW KONTAKTRTW
- 2006: Simpler min2MAX MINUS40
- 2006: Kicker Spaceships And Pings IT01
- 2005: Ranchor Keeper DE9 | Transitions MINUS32
- 2005: East To West Minimize To Maximize MINUS25
- 2004: Geometry Geometry EP MINUS20